# کورتیس اچ‌ای
کورتیس اچ‌ای (به انگلیسی: Curtiss_HA) یک هواگرد ملخ‌پیشین تک‌موتوره از نوع جنگنده/پستی ساخت شرکت Curtiss Aeroplane and Motor Company است. هواگرد کورتیس اچ‌ای نخستین پروازش را در ۲۱ مارس ۱۹۱۸ میلادی انجام داد. در مجموع، تعداد ۶ فروند از این هواگرد ساخته شده‌است.
طراح این هواگرد، B.L. Smith بود.